# Ниси-Тиба (станция)
Станция Ниси-Тиба (яп. 西千葉駅 син кэмигава эки) — железнодорожная станция на линии Тюо-Собу, расположенная в городе Тиба префектуры Тиба. Станция была открыта 1 октября 1942 года.

## Планировка станции
Одна платформа островного типа и 2 пути.
| 1, 2 | ■Линия Тюо-Собу | Ниси-Фунабаси, Кинситё, Акихабара, Синдзюку, Накано,Митака |
| 3, 4 | ■Линия Тюо-Собу | Тиба                                                       |

## Близлежащие станции
| «     |  | Линия          |  | »    |
| ----- |  | -------------- |  | ---- |
| Инагэ |  | Линия Тюо-Собу |  | Тиба |